# Green Line B
| AnsaldoBreda Typ 8 #3840 wartet bei Rot auf der Commonwealth Avenue an der Carlton Street. |                            |                                                                         |                                                                         |
| Spurweite: | 1435 mm (Normalspur)       |                                                                         |                                                                         |
| |                            |                                                                         |                                                                         |
| Typ | Light rail                 |                                                                         |                                                                         |
| Ort | Greater Boston             |                                                                         |                                                                         |
| Anzahl Stationen | 25                         |                                                                         |                                                                         |
| Endstationen | Park Street Boston College |                                                                         |                                                                         |
| Eröffnung | 23. Oktober 1932           |                                                                         |                                                                         |
| Betreiber | MBTA                       |                                                                         |                                                                         |
| Streckensystem | Green Line                 |                                                                         |                                                                         |
| Tgl. Passagiere | 30.745 (werktags)          |                                                                         |                                                                         |
| \| \| \| \| \| \| \| \| Green Line C, D und E von North Station, Government Center und Lechmere \| \| \| \| \| \| \| \| \| \| \| \| \| \| \| Park Street Loop \| \| \| \| \| \| \| \| \| \| A B Park Street Red Line \| \| \| \| \| Boylston \| \| \| \| \| ehem. Pleasant Street Portal \| \| \| \| \| Arlington \| \| \| \| \| Copley \| \| \| \| \| Green Line E nach Heath Street \| \| \| \| \| Hynes Convention Center \| \| \| \| \| Kenmore \| \| \| \| \| \| \| \| \| \| Green Line D nach Riverside \| \| \| \| \| Green Line C nach Cleveland Circle \| \| \| \| \| \| \| \| \| \| \| \| \| \| \| Blandford Street \| \| \| \| \| Boston University East \| \| \| \| \| Boston University Central \| \| \| \| \| Boston University West \| \| \| \| \| Saint Paul Street \| \| \| \| \| Pleasant Street \| \| \| \| \| Babcock Street \| \| \| \| \| ehem. Green Line A nach Watertown \| \| \| \| \| Packards Corner \| \| \| \| \| Fordham Road \| \| \| \| \| Harvard Avenue \| \| \| \| \| Griggs Street \| \| \| \| \| Allston Street \| \| \| \| \| Warren Street \| \| \| \| \| Summit Avenue \| \| \| \| \| Washington Street \| \| \| \| \| Mount Hood Road \| \| \| \| \| Sutherland Road \| \| \| \| \| Chiswick Road \| \| \| \| \| Chestnut Hill Avenue \| \| \| \| \| Betriebsstrecke nach Cleveland Circle \| \| \| \| \| South Street \| \| \| \| \| Greycliff Road \| \| \| \| \| \| \| \| \| \| B Boston College \| \| \| \| \| Boston College Yard \| \| \| \| \| \| \| |                            |                                                                         |                                                                         |
| |                            |                                                                         |                                                                         |
| U-Bahn-Strecke (im Tunnel) |                            | Green Line C, D und E von North Station, Government Center und Lechmere | Green Line C, D und E von North Station, Government Center und Lechmere |
| |                            |                                                                         |                                                                         |
| U-Bahn-Verschwenkung nach links und nach rechts (im Tunnel) |                            |                                                                         |                                                                         |
| U-Bahn-Abzweig geradeaus und von links (im Tunnel) · U-Bahn-Abzweig geradeaus und von rechts (im Tunnel) |                            | Park Street Loop                                                        | Park Street Loop                                                        |
| U-Bahn-Verschwenkung von links und von rechts (im Tunnel) |                            |                                                                         |                                                                         |
| U-Bahn-Strecke quer (im Tunnel) · U-Bahn-Turmbahnhof mit Tunnelstrecke (im Tunnel) · U-Bahn-Strecke quer (im Tunnel) |                            | A B Park Street Red Line                                                | A B Park Street Red Line                                                |
| U-Bahn-Haltepunkt / Haltestelle (im Tunnel) |                            | Boylston                                                                | Boylston                                                                |
| U-Bahn-Abzweig geradeaus und ehemals nach links (im Tunnel) · U-Bahn-Strecke quer (außer Betrieb) (im Tunnel) |                            | ehem. Pleasant Street Portal                                            | ehem. Pleasant Street Portal                                            |
| U-Bahn-Haltepunkt / Haltestelle (im Tunnel) |                            | Arlington                                                               | Arlington                                                               |
| U-Bahn-Haltepunkt / Haltestelle (im Tunnel) |                            | Copley                                                                  | Copley                                                                  |
| U-Bahn-Abzweig geradeaus und nach links (im Tunnel) · U-Bahn-Strecke quer (im Tunnel) |                            | Green Line E nach Heath Street                                          | Green Line E nach Heath Street                                          |
| U-Bahn-Haltepunkt / Haltestelle (im Tunnel) |                            | Hynes Convention Center                                                 | Hynes Convention Center                                                 |
| U-Bahn-Haltepunkt / Haltestelle (im Tunnel) |                            | Kenmore                                                                 | Kenmore                                                                 |
| |                            |                                                                         |                                                                         |
| U-Bahn-Strecke (im Tunnel) · U-Bahn-Abzweig geradeaus und nach links (im Tunnel) · U-Bahn-Strecke quer (im Tunnel) |                            | Green Line D nach Riverside                                             | Green Line D nach Riverside                                             |
| U-Bahn-Strecke (im Tunnel) · U-Bahn-Tunnelende |                            | Green Line C nach Cleveland Circle                                      | Green Line C nach Cleveland Circle                                      |
| |                            |                                                                         |                                                                         |
| U-Bahn-Tunnelende |                            |                                                                         |                                                                         |
| U-Bahn-Haltepunkt / Haltestelle |                            | Blandford Street                                                        | Blandford Street                                                        |
| U-Bahn-Haltepunkt / Haltestelle |                            | Boston University East                                                  | Boston University East                                                  |
| U-Bahn-Haltepunkt / Haltestelle |                            | Boston University Central                                               | Boston University Central                                               |
| U-Bahn-Haltepunkt / Haltestelle |                            | Boston University West                                                  | Boston University West                                                  |
| U-Bahn-Haltepunkt / Haltestelle |                            | Saint Paul Street                                                       | Saint Paul Street                                                       |
| U-Bahn-Haltepunkt / Haltestelle |                            | Pleasant Street                                                         | Pleasant Street                                                         |
| U-Bahn-Haltepunkt / Haltestelle |                            | Babcock Street                                                          | Babcock Street                                                          |
| U-Bahn-Strecke quer (außer Betrieb) · U-Bahn-Abzweig geradeaus und ehemals nach rechts |                            | ehem. Green Line A nach Watertown                                       | ehem. Green Line A nach Watertown                                       |
| U-Bahn-Haltepunkt / Haltestelle |                            | Packards Corner                                                         | Packards Corner                                                         |
| ehemaliger U-Bahn-Haltepunkt / Haltestelle |                            | Fordham Road                                                            | Fordham Road                                                            |
| U-Bahn-Haltepunkt / Haltestelle |                            | Harvard Avenue                                                          | Harvard Avenue                                                          |
| U-Bahn-Haltepunkt / Haltestelle |                            | Griggs Street                                                           | Griggs Street                                                           |
| U-Bahn-Haltepunkt / Haltestelle |                            | Allston Street                                                          | Allston Street                                                          |
| U-Bahn-Haltepunkt / Haltestelle |                            | Warren Street                                                           | Warren Street                                                           |
| ehemaliger U-Bahn-Haltepunkt / Haltestelle |                            | Summit Avenue                                                           | Summit Avenue                                                           |
| U-Bahn-Haltepunkt / Haltestelle |                            | Washington Street                                                       | Washington Street                                                       |
| ehemaliger U-Bahn-Haltepunkt / Haltestelle |                            | Mount Hood Road                                                         | Mount Hood Road                                                         |
| U-Bahn-Haltepunkt / Haltestelle |                            | Sutherland Road                                                         | Sutherland Road                                                         |
| U-Bahn-Haltepunkt / Haltestelle |                            | Chiswick Road                                                           | Chiswick Road                                                           |
| U-Bahn-Haltepunkt / Haltestelle |                            | Chestnut Hill Avenue                                                    | Chestnut Hill Avenue                                                    |
| U-Bahn-Abzweig geradeaus, nach links und von links · U-Bahn-Strecke quer |                            | Betriebsstrecke nach Cleveland Circle                                   | Betriebsstrecke nach Cleveland Circle                                   |
| U-Bahn-Haltepunkt / Haltestelle |                            | South Street                                                            | South Street                                                            |
| ehemaliger U-Bahn-Haltepunkt / Haltestelle |                            | Greycliff Road                                                          | Greycliff Road                                                          |
| |                            |                                                                         |                                                                         |
| U-Bahn-Strecke · U-Bahn-Bahnhof |                            | B Boston College                                                        | B Boston College                                                        |
| U-Bahn-Dienststation / Betriebs- oder Güterbahnhof · U-Bahn-Strecke |                            | Boston College Yard                                                     | Boston College Yard                                                     |
| U-Bahn-Strecke nach links · U-Bahn-Strecke nach rechts |                            |                                                                         |                                                                         |

Die Green Line "B" oder auch Commonwealth Avenue Branch oder Boston College Branch ist eine U-Straßenbahn und ein Zweig der MBTA-Green Line in der Gegend um Boston im Bundesstaat Massachusetts der Vereinigten Staaten. Auf dieser Strecke verkehren Light-rail-Fahrzeuge auf einer teilweise kreuzungsfreien Strecke in der Mitte der Commonwealth Avenue. Nach der Blandford Street wird die Strecke unterirdisch fortgesetzt und mit den Gleisen der Green Line C und Green Line D zusammengeführt. Von der Haltestelle Kenmore führt die Strecke durch den Boylston Street Subway und den Tremont Street Subway weiter bis zum Wendepunkt am Government Center.

## Geschichte

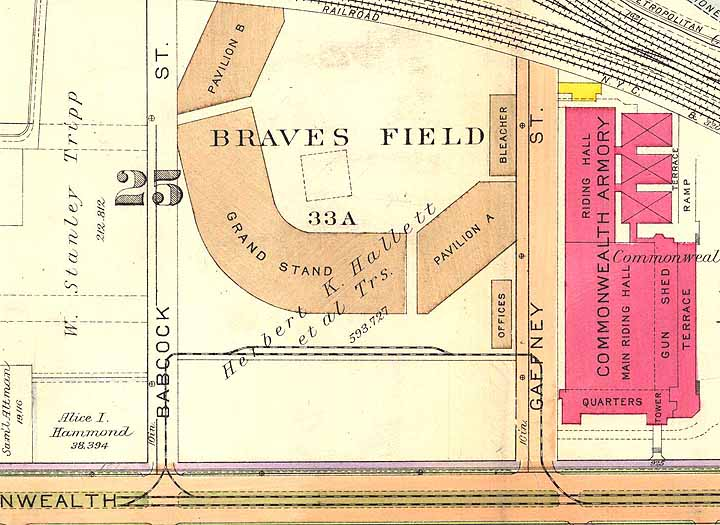
Diese Karte von 1916 zeigt die Wendeschleife am Braves Field

Im Jahr 1896 wurden die ersten Gleisabschnitte auf der Commonwealth Avenue von der Chestnut Hill Avenue in westlicher Richtung bis zur Stadtgrenze nach Newton verlegt. In dieser Zeit eröffnete auch die Commonwealth Avenue Street Railway ihren Betrieb und verlängerte die Gleise bis zum Norumbega Park. Dieser Abschnitt wurde später Teil der Middlesex and Boston Street Railway. Züge, die zwischen der Lake Street und dem Bostoner Stadtzentrum unterwegs waren, nutzten Gleise auf der Beacon Street, die heute von der Green Line C befahren werden. Vom Kenmore Square führte die Strecke weiter auf der Beacon Street in Richtung Osten, um auf der Massachusetts Avenue nach Süden abzubiegen und auf der Boylston Street wieder Richtung Osten bis zum Park Square zu fahren. Im Jahr 1900 wurde auch der Rest der Commonwealth Avenue mit Gleisen versehen, so dass eine Verbindung von der Chestnut Hill Avenue nach Osten bis zu den bereits existierenden Gleisen bei Packard’s Corner geschaffen wurde. Dieser Abschnitt wurde später von der Green Line A genutzt und ermöglichte eine Zugverbindung zwischen der Lake Street und dem Kenmore Square. 1909 folgte dann die Elektrifizierung der Strecke.
Der Tunnel Tremont Street Subway wurde am 1. September 1897 eröffnet, woraufhin die Route der Bahnlinie auf der Commonwealth Avenue neu festgelegt wurde, so dass sie einen Wendepunkt an der Park Street bekam, die sie über den Abstieg an der Boylston Street am Boston Public Garden erreichte. Der Tunnel Boylston Street Subway wurde am 3. Oktober 1914 eröffnet und erlaubte die Erweiterung der Untergrundtrasse bis zum Kenmore Square. Am 23. Oktober 1932 wurde der Abstieg an der Blandford Street gemeinsam mit der U-Bahn-Station Kenmore in Betrieb genommen, wodurch die Green Line ihren heutigen Streckenverlauf erhielt.
Bis in die 1920er Jahre fuhr eine Straßenbahn auf der Commonwealth Avenue vom Boston College ostwärts bis zur Chestnut Hill Avenue und von dort weiter auf der Beacon Street vom Cleveland Circle bis zum Washington Square und schließlich bis nach Brookline Village. Heute fährt die Buslinie 65 der MBTA auf einer ähnlichen Strecke. Nach dem Wechsel auf Omnibusse wurden die Gleise auf der Chestnut Hill Avenue nicht mehr im Regelbetrieb genutzt, finden aber heute noch Verwendung, wenn die Züge der Green Line "B" das Depot am Cleveland Circle auf der Strecke der Green Line C anfahren müssen.
Von 1915 bis zum 14. Januar 1962 gab es am Boston University Field eine Wendeschleife, die bei besonderen Anlässen sowie zu Hauptverkehrszeiten zum Einsatz kam, um Züge möglichst schnell wenden zu können.
Von 1942 bis 1967 wurde die heutige Strecke der Green Line "B" als Route 62 geführt, bis 1967 den unterschiedlichen Linien Farben und Buchstaben zugeordnet wurden und die Strecke auf der Commonwealth Avenue zur Green Line "B" wurde.

## Geschwindigkeit
Die Green Line B wird regelmäßig von den Passagieren für ihre Langsamkeit kritisiert. Sie fährt erheblich langsamer als die Green Line C, was vor allem an der größeren Anzahl der Haltepunkte und ebenerdigen Kreuzungen liegt. Weitaus schneller als die "B" und "C" ist die Green Line D unterwegs, deren Strecke die wenigsten Haltepunkte aufweist und vollständig kreuzungsfrei ist.
Ende 2003 kündigte die MBTA an, entlang der Strecke der Green Line B fünf Haltepunkte stillzulegen, um die Geschwindigkeit zu erhöhen und zugleich die Wartungs- und Instandhaltungskosten zu verringern. Während viele Fahrgäste diese Änderungen begrüßten, gingen die Änderungen anderen Passagieren nicht weit genug, da die insgesamt eingesparte Zeit mit wenigen Minuten zu gering ausfalle und die Green Line B immer noch der bei weitem langsamste Zweig der Green Line sei. Es wurde die Frage aufgeworfen, warum die MBTA nicht einige Haltepunkte östlich von Packard's Corner schließe, obwohl diese nur wenige hundert Fuß voneinander entfernt sind und sich die Fahrzeit für den Großteil der Passagiere dadurch erheblich verkürzen würde.
Anfang 2004 wurden die vier Haltepunkte Greycliff Road, Mount Hood Road, Summit Avenue und Fordham Road testweise im Rahmen eines Pilotversuchs stillgelegt, während der ursprünglich als fünfte Stilllegung vorgesehene Haltepunkt an der Chiswick Road aufgrund von Anliegerprotesten in Betrieb blieb. Nachdem 2005 eine Umfrage unter 1.142 Passagieren gezeigt hatte, das 73 % von ihnen die Schließungen der vier Haltepunkte befürworteten, beschloss die MBTA, diese permanent stillzulegen. Weitergehende Pläne zur Verbesserung der Green Line B wurden bislang nicht bekannt.